# 刘顺 (明朝宦官)
刘顺（1384年—1440年），女真族，刘姓为朱棣所赐，永乐时期的御马监太监。

## 生平
洪武十七年，出生。
洪武年间，入侍燕王府。
洪武二十九年，为朱棣近侍。
建文元年，随燕王起兵。
永乐元年，以军功授予御马监左监丞。
永乐四年，为辽东镇守太监。
永乐六年，与安远伯柳升、平江伯陈瑄在安东抗击倭寇。
永乐七年，随淇国公丘福，北征鞑靼，大败而归。
永乐八年，随明成祖一征漠北。
永乐十二年，随明成祖二征漠北。
永乐二十年，随明成祖三征漠北，擒获兀良哈酋长，升御马监太监。
永乐二十一年，随明成祖四征漠北。
永乐二十二年，随明成祖五征漠北，7月，朱棣去世，明军秘不发丧，护梓宫回京。
洪熙元年，5月，朱高炽去世，迎朱瞻基即位。
宣德元年，汉王朱高煦谋反，随朱瞻基出兵平叛。
正统四年，兵科掌科事给事中王永和等奏：御马监军迭里米失叛逃，实太监刘顺故纵之。
正统五年，去世。

## 亲属
- 阿哈（父）
- 李氏（母）
- 刘通（兄）
- 潘氏（妻）
- 刘清（养子）